# Hawker Tempest
Hawker Tempest (v angličtině bouře) byl velmi výkonným britským jednomotorovým stíhacím letounem druhé světové války. Na rozdíl od naprosté většiny nejpoužívanějších britských letadel vznikl až za války.

## Vývoj
Stíhací letoun Tempest vznikl radikální modernizací typu Hawker Typhoon, kdy po prvních letových testech prototypů bylo jasné, že konstruktéři zvolili profil s příliš velkou relativní tloušťkou, takže křídlo mělo větší odpor než se očekávalo. V řešení byl rovněž velký náporový chladič pod motorem včetně nespolehlivé pohonné jednotky Napier Sabre. Výsledkem byla konstrukce stroje, který firma zprvu označovala jako Typhoon Mk.II. Roku 1940 bylo navrženo zcela nové křídlo poloeliptického půdorysu, s nižším profilem.
Ministerstvo letectví na základě již dříve vydaných specifikací F.10/41 připravilo v listopadu 1941 smlouvu na výrobu dvou prototypů, přičemž v tomto roce zároveň zrušilo program typu Hawker Tornado. Objednávka na stavbu prototypů byla následně rozšířena. V roce 1942 tak byla zahájena stavba stroje Tempest Mk.I s motorem Napier Sabre EC 107C (IV) s chladiči v křídle, dva kusy verze Tempest Mk.II s hvězdicovým motorem Bristol Centaurus IV, Tempest Mk.III s motorem Rolls-Royce Griffon IIB, Tempest Mk.IV s řadovým motorem Rolls-Royce Griffon 61 a Tempest Mk.V s agregátem Napier Sabre II. Exemplář Mk.III se nakonec stal prototypem stíhacího letounu Hawker Fury, Mk.IV nebyl vůbec dokončen.
Prvním zalétaným prototypem Tempestu (HM595) se stal letoun s motorem Sabre II (tedy stejný motor, který poháněl už starší Typhoon) s chladičem pod přídí trupu a se čtyřlistou stavitelnou vrtulí de Havilland o průměru 4,3 m. Z Typhoonu byl převzat také kryt kabiny s dvířky a ocasní část, trup byl ovšem prodloužen o 0,533 m vsazením trupové nádrže před kokpit. Zcela nové bylo poloeliptické křídlo. Vzlétl v Langley 2. září 1942 a po dalších úpravách se stal vzorem sériové verze Mk.V.
Prototyp Tempestu Mk.I (HM599) s chladiči v křídle byl zalétán 24. února 1943. Zejména pro nespolehlivé pohonné jednotky Sabre IV bylo rozhodnuto sériově vyrábět pouze variantu Mk.V.
První sériový Tempest Mk.V (JN729) byl zalétán 21. června 1943. Již od počátku výroby byly Mk.V vybaveny kapkovitým krytem kabiny a čtyřiadvacetiválcovým motorem s válci do H Napier Sabre IIA o vzletovém výkonu 1603 kW. Prvních sto kusů Mk.V Series 1 bylo vyzbrojeno čtveřicí kanónů British Hispano Mk.II instalovaných v křídle, jejichž hlavně o 0,2 m přesahovaly náběžnou hranu. Další Tempesty Mk.V Series 2 obdržely kanóny Hispano Mk.V s kratší hlavní. Později vyrobené kusy byly poháněny motory Sabre IIB nebo IIC. pod křídlo mohly být zavěšeny dvě pumy o hmotnosti až 454 kg, zápalné pumy plněné 205 l Napalmu, až osm třípalcových raket, nebo dvě nádrže s kapacitou 409 l vysokooktanového leteckého benzínu. Celková produkce Mk.V dosáhla 805 kusů.
Již v září 1942 uplatnilo britské Ministerstvo letectví objednávku na výrobu 500 kusů Tempestu Mk.II s osmnáctiválcovým hvězdicovým motorem Centaurus. Oba prototypy této verze byly zalétány v roce 1943 a posloužily především k testům různých verzí této pohonné jednotky. Na sériové výrobě se podílely společnosti Hawker a Bristol Aeroplane Company, které postavily celkem 452 stroje Mk.II. Celkem 300 kusů bylo dodáno až po válce ve stíhací-bombardovací úpravě.
Na verzi Mk.V navázala varianta Tempest Mk.VI (zálet 9. května 1944) se silnějším motorem Napier Sabre V o výkonu 1721 kW se vstupy vzduchu v kořenech křídla. Celkem bylo vyrobeno 142 kusů.

## Bojové užití

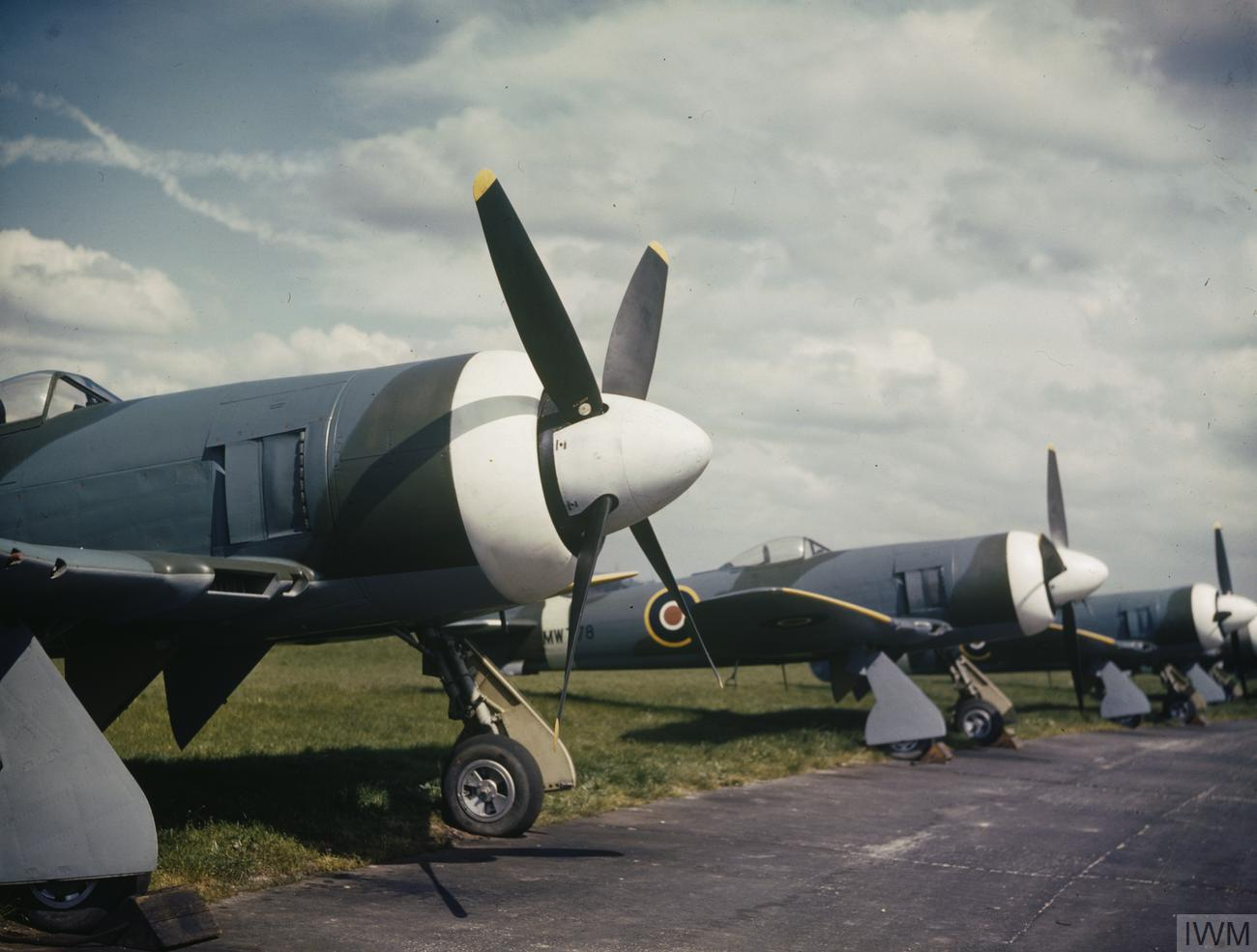
Nové Tempesty Mk.II (s motorem Bristol Centaurus V) z první výrobní série.

Tempesty byly poprvé bojově nasazeny začátkem května 1944 nad Francií při útocích na dopravní systém a letiště. V srpnu 1944 převzala svůj první Tempest 501. peruť a jako jedna z mála se až do roku 1945 specializovala na noční sestřely letounových střel V-1. Sám velitel perutě S/Ldr J. Berry měl na svém kontě 61 sestřelených V-1. Na začátku října 1944 bylo převeleno pět perutí 122. křídla 2. taktické letecké armády s Tempesty Mk.V na letiště Volkel v Nizozemsku. Do konce války z tohoto působiště uskutečnily 10 538 bojových vzletů, sestřelily 207 nepřátelských letounů při vlastní ztrátě 101 Tempest. Na konci války Mk.V provozovalo sedm bojových perutí.
Letadla Tempest aspirovala díky své rychlosti i ostatním vlastnostem na titul nejlepší stíhačky Royal Air Force. S Tempestem létal u 122. stíhací peruti RAF i francouzský pilot Pierre Clostermann (JJ-W (EJ893), US-G (NV968), JF-E (NV994) a JF-E (NV724) "Velký Karel" ("Le Grand Charles")), který napsal knihu Velký cirkus, v níž jsou mimo jiné popsány i vlastnosti této stíhačky.
Tempesty sloužily u perutí RAF ještě určitou dobu po válce jak ve Velké Británii, tak na kontinentě v Německu, ale i na Blízkém východě a u Far East Air Force v Asii. U pákistánského letectva se udržel až do roku 1954.

## Uživatelé

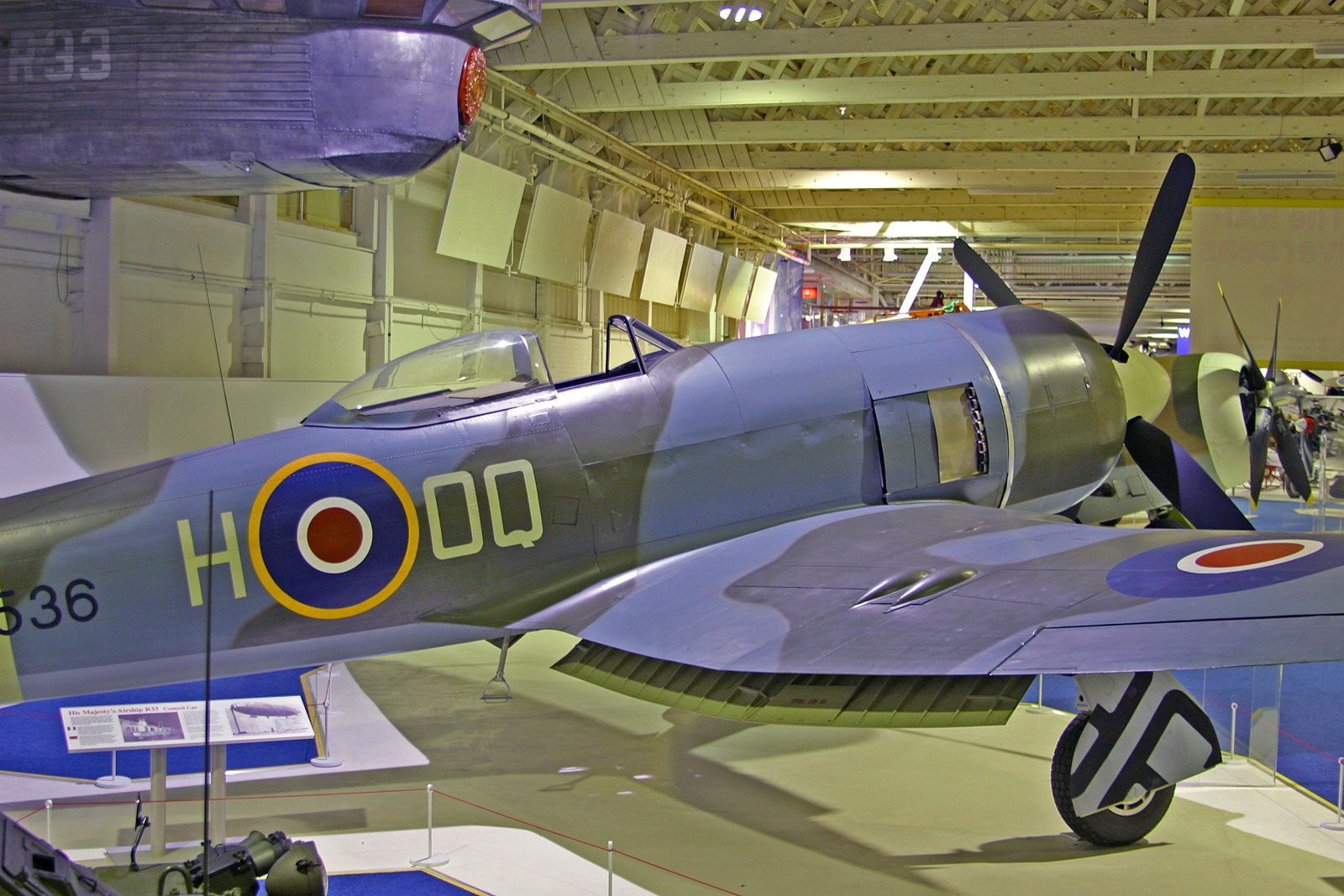
Hawker Tempest II, Royal Air Force Museum, Hendon.

- Indie
  - Royal Indian Air Force
- Nový Zéland
  - Royal New Zealand Air Force
- Pákistán
  - Royal Pakistan Air Force
- Spojené království
  - Royal Air Force

## Specifikace (Tempest F Mk.V)

Tempest Mk.II

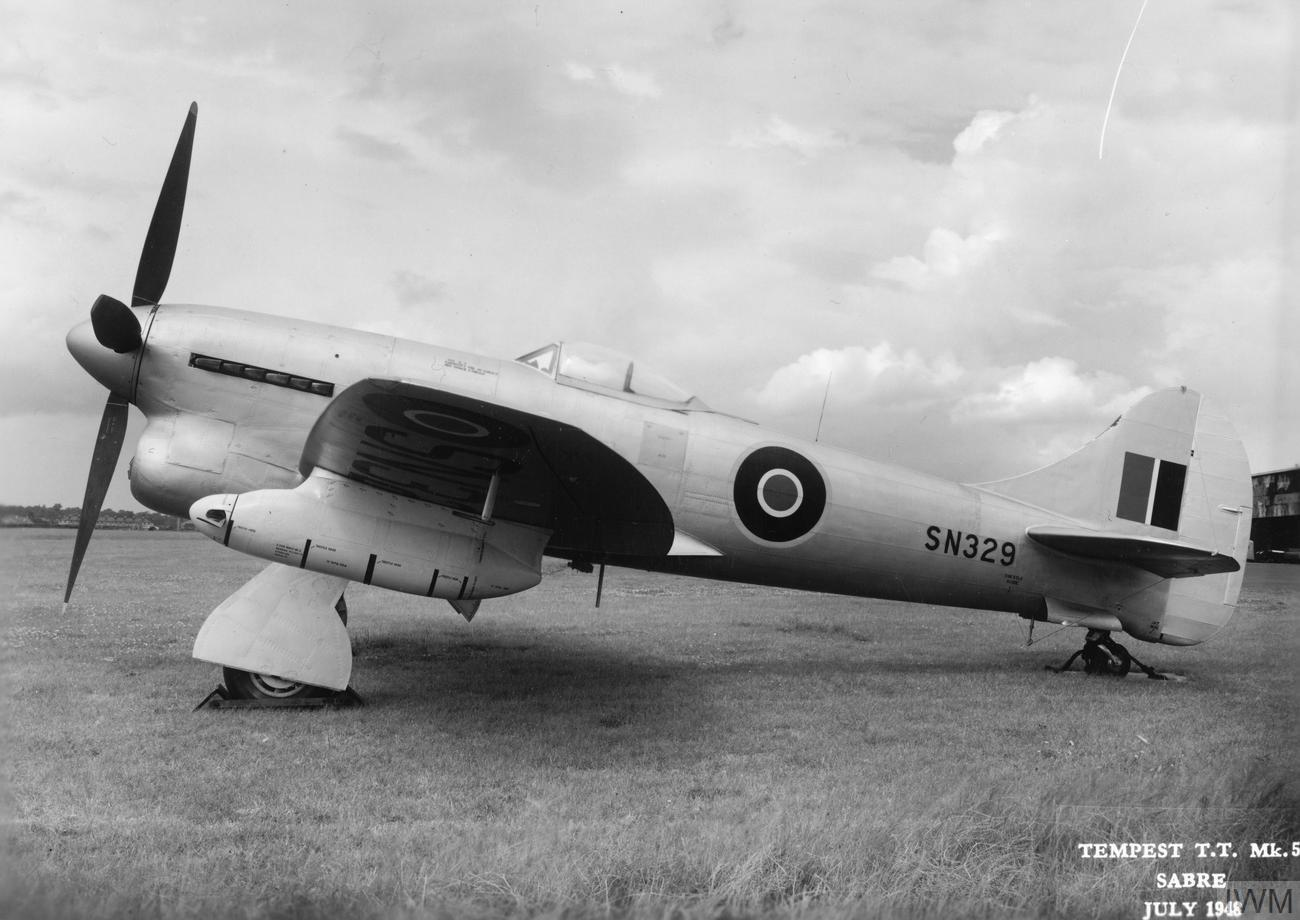
Tempest TT Mk.5 k vlečení terčů v roce 1948

### Technické údaje
- Osádka: 1 (pilot)
- Rozpětí: 12,50 m
- Délka: 10,26 m
- Výška: 4,90 m
- Nosná plocha: 28,056 m²
- Hmotnost prázdného letounu: 4195 kg
- Vzletová hmotnost: 5171 kg
- Vzletová hmotnost s přetížením: 6187 kg
- Pohonná jednotka: 1 × 24válcový motor s válci do H Napier Sabre IIB nebo Sabre IIC
- Výkon pohonné jednotky: 2180 hp (1625 kW)

### Výkony
- Maximální rychlost: 700 km/h v 5182 m
- Poč. stoupavost: 1433 m/min
- Dostup: 11 200 m
- Dolet: 1191 km

### Výzbroj
4 × 20mm kanón British Hispano Mk.V